# Гекеду (префектура)
Префектура Гекеду (на френски: Guéckédou Prefecture) е префектура в регион Нзерекоре, Гвинея. Административен център на общината е Гекеду. Населението на префектурата през 2014 година е 291 823 души, а площ е 4,750 km².

## Административно деление
Префектурата има 10 общини (субпрефектури):
- Гекеду-Сантр
- Болоду
- Гендамбу
- Касаду
- Кунду
- Нонгоа
- Текуло
- Термесаду-Джибо
- Уенде-Кенема
- Фангамаду